# Los Díaz (Granada)
Los Díaz es una localidad y pedanía española perteneciente al municipio de Rubite, en la provincia de Granada. Está situada en la parte centro-este de la comarca de la Costa Granadina. Cerca de esta localidad se encuentran los núcleos de Haza del Trigo y Los Gálvez.

## Demografía
Según el Instituto Nacional de Estadística de España, en el año 2024 Los Díaz contaba con 22 habitantes censados, lo que representa el 5,16% de la población total del municipio.

### Evolución de la población
| Gráfica de evolución demográfica de Los Díaz entre 2014 y 2024 |
|                                                                |
| Datos según el nomenclátor publicado por el INE.               |

## Comunicaciones
Algunas distancias entre Los Díaz y otras ciudades:
| Ciudades | Distancia (km) |
| -------- | -------------- |
| Rubite   | 25             |
| Motril   | 27             |
| Granada  | 86             |
| Almería  | 87             |
| Jaén     | 176            |
| Murcia   | 305            |

## Cultura

### Fiestas
Los Díaz celebra sus fiestas el 17 de enero en honor a San Antón, patrón del pueblo.